# Balearica
Balearica è un genere che contiene le uniche due specie di gru coronate, della famiglia della gru Gruidae: gru coronata nera (B. pavonina) e la gru coronata grigia (B. regulorum).
Le specie oggi si trovano solo in Africa, a sud del deserto del Sahara, e sono le uniche gru che possono nidificare sugli alberi. Questo habitat è uno dei motivi per cui le piccole gru Balearica vengono ritenute la forma più simile ai membri ancestrali della famiglia Gruidae.
Come tutte le gru, si nutrono di insetti, rettili e piccoli mammiferi.

## Tassonomia
Il genere Balearica fu eretto dallo zoologo francese Mathurin Jacques Brisson, nel 1760, con la gru coronata nera (Balearica pavonina) come specie tipo. Il nome deriva dal latino Baliaricus in riferimento alle "Isole Baleari".
La famiglia delle gru (Gruidae) è suddivisa nella sottofamiglia Gruinae, che comprende le gru comuni, e la sottofamiglia Balearicinae, che comprende le gru coronate.
| Specie di Balearica                       | Specie di Balearica | Specie di Balearica                                                                  |
| Nome comune e binomiale                   | Immagine            | Distribuzione                                                                        |
| ----------------------------------------- | ------------------- | ------------------------------------------------------------------------------------ |
| Gru coronata grigia (Balearica regulorum) |                     | Repubblica Democratica del Congo e Uganda, dall'Angola meridionale fino al Sudafrica |
| Gru coronata nera (Balearica pavonina)    |                     | Africa subsahariana                                                                  |

### Specie fossili
Le gru coronate sembrano essere state molto più diffuse in epoca preistorica. Rispetto alle vere gru, del genere Grus, che erano sempre comuni nell'Olartico e adiacenti regioni, l'attuale genere sembra aver avuto una maggiore distribuzione lungo l'Atlantico, che vanno dall'Europa al Nord America; non si sa nulla di reperti fossili dell'Asia.
- Balearica rummeli (inizio Miocene di Germania) - in passato Basityto
- Balearica excelsa (Miocene medio della Francia) - in passato Grus e Ornithocnemus
- Balearica exigua (Miocene di Nebraska)